# Bullshit Jobs
Bullshit Jobs. Vom wahren Sinn der Arbeit ist ein 2018 in englischer Sprache als Bullshit Jobs: A Theory veröffentlichtes Sachbuch des US-Amerikaners David Graeber (1961–2020), Ethnologe und Professor an der London School of Economics and Political Science. Es basiert auf dem von Graeber im August 2013 im Magazin Strike! veröffentlichten Artikel On the Phenomenon of Bullshit Jobs: A Work Rant. Mit dem Begriff Bullshit bezieht er sich auf Harry Frankfurts Schrift On Bullshit.

## Inhalt
In Bullshit Jobs konstatiert Graeber, dass die von John Maynard Keynes prophezeite 15-Stunden-Woche in einigen Ländern mittlerweile eigentlich umsetzbar wäre. Allerdings sei es nicht zu einer signifikanten Arbeitszeitverkürzung, sondern zu einer Ausbreitung von Bullshit Jobs, von Fake Work, gekommen. Diese würden keinen gesellschaftlichen Nutzen erbringen und würden auch von den Menschen, die sie ausüben als nutzlos empfunden:
Ein Bullshit Job ist eine Form der bezahlten Beschäftigung, die so vollständig sinnlos, unnötig oder schädlich ist, dass sogar die Beschäftigten selbst die Existenz der Beschäftigung nicht rechtfertigen können, auch wenn die Beschäftigten sich durch ihre Arbeitsbedingungen gezwungen fühlen, dies nicht zuzugeben.
Dies führe einerseits zu psychischen Problemen bei den Menschen, die diese Arbeit – besser „Lüge von der Arbeit“ – verrichten müssen, andererseits werde sehr viel gesellschaftliches Potential vergeudet. Die Nutzlosigkeit solch vermeintlicher Arbeit misst Graeber daran, dass Menschen, die nach eigenen Angaben Bullshit-Jobs haben, überzeugt davon sind, dass die Welt ohne ihre Jobs nicht schlechter wäre. Bullshit-Jobs seien ein Symptom gesellschaftlicher Wertvorstellungen, die es für vorteilhafter einstufen, sinnlose Erwerbsarbeit zu verrichten, als keiner Erwerbsarbeit nachzugehen. Jegliche Arbeit sei zu unterschiedlichem Grad Care-Arbeit, also Arbeit, bei welcher Mitmenschen geholfen werde. Je höher der Grad an Care-Arbeit in einer Arbeit, desto wahrscheinlicher sei es, dass die Arbeit als sinnhaft wahrgenommen werde. Allerdings gelte tendenziell auch, dass gerade Arbeit mit einem hohen Anteil an Care-Arbeit weniger gut bezahlt sei.

### Bullshit Jobs vs. Shit Jobs
Bullshit Jobs grenzt Graeber von „Shit Jobs“ ab, die zwar prekär sind, jedoch in der Überzeugung der Beschäftigten einen gesellschaftlichen Nutzen haben (etwa Berufe im Bereich Zeitarbeit, Dienstleistungen und Gebäudereinigung). Bullshit Jobs sind im Gegensatz zu „Shit Jobs“ häufig überdurchschnittlich gut bezahlt.

### Typen von Bullshit Jobs
Viele Menschen verbringen nach eigenen Angaben an ihrem Arbeitsplatz zumindest einen Teil ihrer Arbeitszeit mit sinnfreien Tätigkeiten. Graeber identifiziert jedoch fünf Jobtypen, die in Gänze als Bullshit Jobs klassifiziert werden können:
1. „Lakaien“ (flunkies) sind Jobs, deren eigentlicher Sinn darin besteht, ihre Vorgesetzten wichtig aussehen zu lassen; z. B. Rezeptionisten.[9]
2. „Schläger“ (goons) werden nur gebraucht, um Schläger anderer Unternehmen in Schach zu halten; z. B. Unternehmensanwälte, PR-Spezialisten.[10]
3. „Flickschuster“ (duct tapers) lösen die Symptome von Problemen temporär, ohne die Wurzel der Probleme anzugehen; z. B. Programmierer, die fehlerhaften Code reparieren.[11][1]
4. „Kästchenankreuzer“ (box tickers) sind mit der Dokumentation von Arbeit beschäftigt, ohne selbst nützliche Arbeit zu verrichten.[12][13]
5. „Aufgabenverteiler“ (taskmasters) kreieren und verteilen sinnlose Aufgaben; z. B. mittleres Management.[14]

## Empirische Befunde nach dem Buch
Nach der Veröffentlichung des Buches wurden von anderen Wissenschaftlern Befragungen in mehreren Ländern zu der Thematik ausgewertet. Nach Einschätzung von Magdalena Soffia, Brendan Burchell (University of Cambridge) und Alex J Wood (University of Birmingham) war die Thematik, trotz ihrer Bedeutung, vor dem Werk von Graeber weitgehend unerforscht. Eine empirische Studie dieser Autoren zu den Ländern der EU kam 2021 zu dem Schluss, dass wie von Graeber vorhergesagt, die psychische Gesundheit bei Menschen mit sinnfreien Tätigkeiten geschädigt wird. Der Anteil von Menschen mit Bullshit-Jobs ist jedoch laut Befragungen geringer als von Graeber geschätzt und es sind eher Menschen mit schlechten Arbeitsbedingungen (z. B. Reinigungskräfte), die dann auch ihre Tätigkeit als sinnlos bezeichnen. Die Autoren der Studie sahen die These der entfremdeten Arbeit von Marx als relevant für ihre Ergebnisse an. Toxische Arbeitsbedingungen führen nach der These der Autoren zu einer Entfremdung der arbeitenden Menschen zu ihrer Tätigkeit, selbst wenn ihre Arbeit an sich sinnvoll sein mag.
Matteo Tiratelli (University College London) ist aufgrund der empirischen Ergebnisse der Ansicht, dass Graeber ein wichtiges Thema zum gegenwärtigen Kapitalismus eröffnet hat, jedoch einen Fehler in seiner These gemacht habe. Es gebe demnach tatsächlich ein erhebliches Maß an Bullshit bei der Arbeit (z. B. aufgrund von dysfunktionaler Bürokratie, Überwachung und vielen für die Gemeinschaft insgesamt nicht nützlichen Tätigkeiten), aber relativ wenige (nahezu) vollständige Bullshit-Jobs, die die arbeitenden Menschen selbst auch noch so wahrnehmen. Die Tätigkeit von Lobbyisten mag z. B. zwar teils ein Bullshit-Job sein, würde aber von Lobbyisten selbst aufgrund der guten Bezahlung wahrscheinlich selten als Bullshit-Job in Befragungen bejaht werden.
Simon Walo (Universität Zürich) kam aufgrund von Umfragedaten in den USA 2023 ebenfalls zu dem Schluss, dass Beschäftigte mit schlechten Arbeitsbedingungen häufiger als andere ihre Arbeit als sinnfrei ansehen. Wenn jedoch Personen mit ähnlichen Arbeitsbedingungen verglichen werden, gaben z. B. Erwerbstätige in Finanz- und Verkaufsberufen mehr als doppelt so häufig wie andere an, dass sie ihre Jobs als gesellschaftlich nutzlos erachten. Die Art der Tätigkeit hat demnach zumindest auch einen Einfluss auf die Antwort, ob die eigene Tätigkeit gesellschaftlich sinnvoll sei.

## Rezeption
Sahra Wagenknecht verwendet den Begriff in ihrem Buch Die Selbstgerechten (2021).
Ulrike Herrmann befindet in ihrem Buch Das Ende des Kapitalismus: Warum Wachstum und Klimaschutz nicht vereinbar sind – und wie wir in Zukunft leben werden (2022), Bullshit Jobs werden für das zukünftige Wirtschaftssystem wegfallen müssen.

## Ausgaben
David Graeber: Bullshit Jobs: A Theory. Simon & Schuster, 2018, ISBN 978-1-5011-4331-1 (englisch).
- deutsch: Bullshit Jobs. Vom wahren Sinn der Arbeit. Klett-Cotta, Stuttgart 2019, ISBN 978-3-608-98108-7.